# グルタミン酸受容体
グルタミン酸受容体（—さんじゅようたい）は生体内に存在する受容体の一つであり、グルタミン酸を主として受容する受容体群のこと。中枢神経系のシナプス部に多く発現しており、シナプス可塑性と記憶・学習に深く関わる事から近年盛んに研究が進んでいる。
メマンチンというNMDA受容体低親和性アンタゴニストも開発され、アルツハイマー病の進行緩和に用いられるようになった。

## 分類
生体内で実際に受容している物質はグルタミン酸のみであると考えられているが、受容できる化学物質の違いや感受性により、いくつかのサブタイプが存在する。大きく分けて、イオンチャネル共役型受容体と、Gタンパク質共役受容体である代謝型グルタミン酸受容体に分けられ、またイオンチャネル共役型グルタミン酸受容体はさらにNMDA受容体、AMPA受容体、カイニン酸受容体に分類される。
```
グルタミン酸受容体

　　┣
イオンチャネル
共役型受容体┳
NMDA受容体

　　┃　　　　　　　　　　　　　┗
非NMDA受容体

　　┃　　　　　　　　　　　　　　　┣
AMPA受容体

　　┃　　　　　　　　　　　　　　　┗
カイニン酸受容体

　　┃
　　┗
Gタンパク質共役受容体
━
代謝型グルタミン酸受容体
```